# Le Plus Beau Pays du monde
Pour plus de détails, voir Fiche technique et Distribution.
Le Plus Beau Pays du monde est un film français, réalisé par Marcel Bluwal, sorti en 1999.
Le film est consacré aux dernières années de la vie du comédien français Robert Hugues-Lambert (1908-1945), mort en déportation en Allemagne.

## Synopsis
Paris, février 1942. La France occupée et soumise aspire à oublier et à se divertir, Théâtres et cinémas font le plein. À la demande du colonel Valogne, le producteur Couperin accepte de financer un film sur Jean Mermoz dont les exploits font vibrer les écoliers français. La vedette du film Mermoz sera Robert Hugues-Lambert, un jeune acteur de théâtre, dont le principal atout est de posséder le profil et la carrure de l'aviateur. Couperin tremble de déplaire aux autorités, le tournage est bricolé, le réalisateur (Louis Cuny en réalité) est mauvais[réf. souhaitée]. Hugues-Lambert finit pourtant par trouver ses marques avec l'aide de la scripte, Lucie, tombée amoureuse de lui. Enfin, l'équipe se soude et le film décolle. 
Mais le 3 mars 1943, à huit jours de la fin du tournage, Robert Hugues-Lambert est arrêté dans un café parisien par la police allemande, probablement à cause de sa liaison homosexuelle avec un officier allemand ; il est d'abord déporté au camp de Royallieu près de Compiègne ; mais le film de Bluwal situe à tort cet endroit à Drancy.
Le 16 septembre 1943, Robert Hugues-Lambert, qui espérait être libéré, est déporté au camp de concentration de Buchenwald.  
Le 28 novembre 1944, il est transféré au camp de concentration de Flossenbürg, où il travaille à la briqueterie.Il est ensuite envoyé à Gross-Rosen. Très affaibli et souffrant d'œdèmes aux jambes, il y meurt d'épuisement le 7 mars 1945 dans l'oubli le plus total.
Ce film s'inspire de faits réels survenus pendant la période de l'Occupation de 1940 à 1944 : d'une part sur les conditions de la production cinématographique en France, et d'autre part sur la vie et la disparition tragique de l'acteur principal du film.
Quant au film Mermoz, il est sorti malgré tout, en exclusivité, sur les écrans français en novembre 1943.

## Fiche technique
- Titre : Le Plus Beau Pays du monde
- Réalisation : Marcel Bluwal
- Scénario et dialogues : Jean-Claude Grumberg, Marcel Bluwal
- Musique : Antoine Duhamel
- Décors : Catherine Bluwal, Pierre Voisin
- Photographie : Philippe Pavans de Ceccatty
- Production : Jean Nainchrik
- Durée : 120 minutes
- Genre : Comédie dramatique et biopic
- Date de sortie :
  - France : 28 avril 1999

## Distribution
- Claude Brasseur : Delabit
- Marianne Denicourt : Lucie
- Jean-Claude Adelin : Lambert
- Jacques Bonnaffé : Couperin
- Didier Bezace : Vigneau
- Thierry Lhermitte : le colonel Valogne
- Danièle Lebrun : Ginette Maurey
- Jean-Pierre Cassel : Blondel
- François Berléand : Brafort
- Laurent Malet : le commissaire de quartier
- Maurice Barrier : Charrier
- Samuel Labarthe : Rüdiger
- Alain Doutey : Martin
- Laurent Gerra : Moineau
- Gérard Lartigau : le metteur en scène
- Marcel Maréchal : Roland, commissaire aux affaires juives
- Roger Souza : Denis
- Marc Fayet : Jaunet
- Jean-Paul Roussillon : le directeur du théâtre
- Élisabeth Commelin : Mme Couperin
- Jacques Boudet : Clothaire
- Alexandre Brasseur : le premier assistant
- Lise Lamétrie : la concierge
- Jacques Giraud : le garçon de café
- Michel Piccoli : le narrateur (voix)